# 에히도

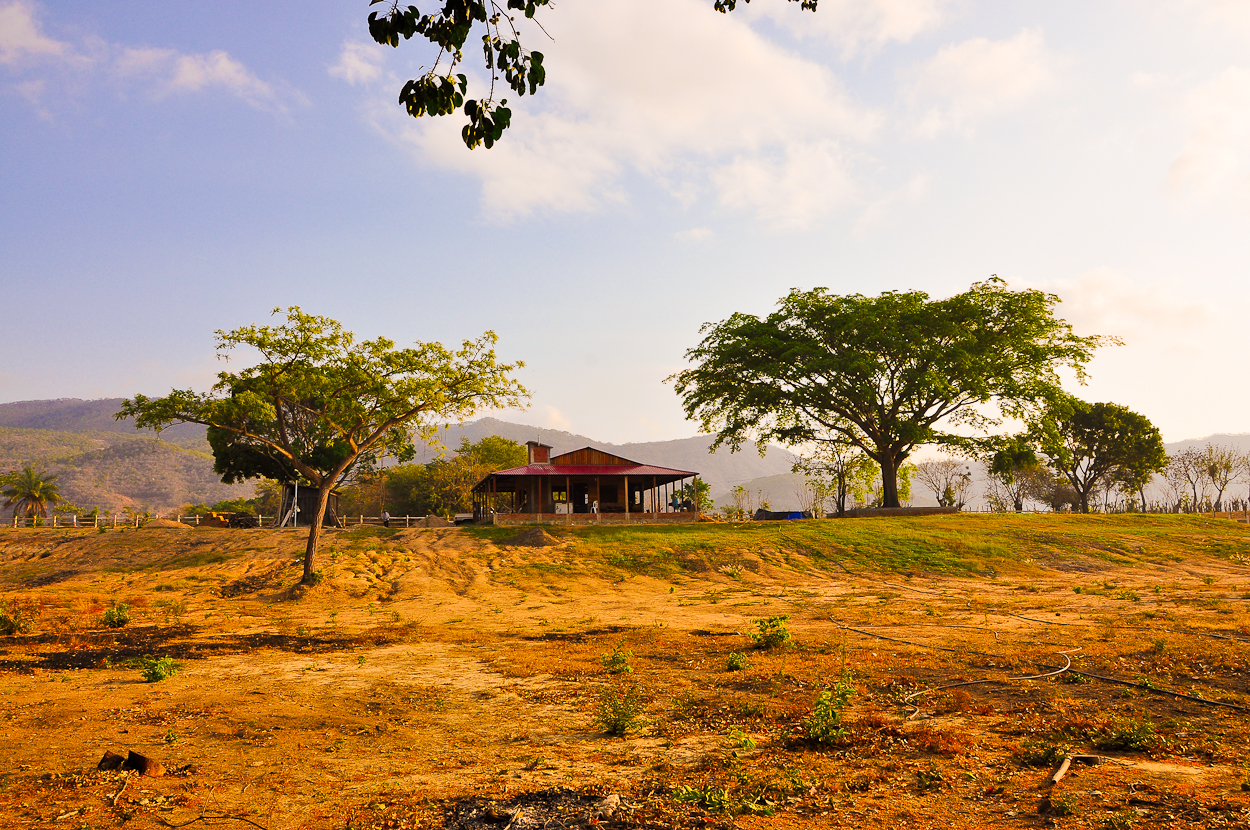

에히도(Ejido)는 공동체가 땅의 소유권이 아닌 용익물권을 갖는, 농업에 사용되는 공동 토지이다.
멕시코 혁명 이후 에히도는 사회 불안을 막을 수단으로서 땅을 소작농 공동체에게 제공하기 위해 멕시코에 의해 만들어졌다. 1991년 멕시코가 북미자유무역협정에 들어갈 준비를 하면서 카를로스 살리나스 데 고르타리 대통령은 에히도의 수여 종료를 선언하고 기존의 에히도의 매매를 허용하면서 멕시코의 토지 개혁을 끝냈다.

## 같이 보기
- 용익물권
- 정전법